# قفلة الكاتب

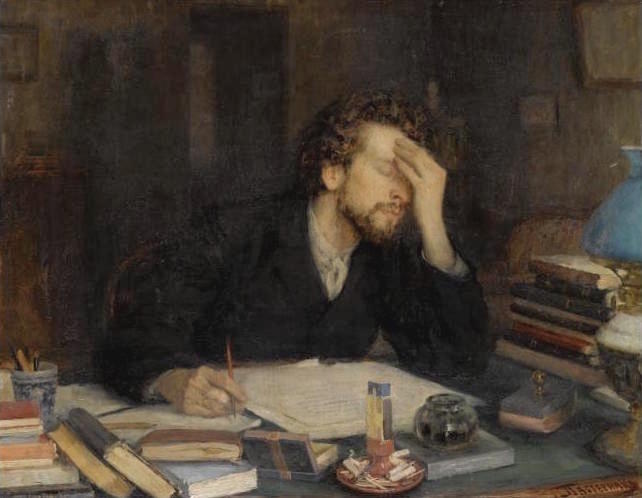
لوحة تمثيل لقفلة الكاتب مرسومه من قبل ليونيد باسترناك (1862 – 1945)

قفلة الكاتب هي حالة ترتبط أساساً بالكتابة، حيث يفقد المؤلف القدرة على إنتاج عمل جديد أو يواجه تباطؤ في عمله الإبداعي، تتراوح شدة الحالة بين صعوبة المجيء بأفكار أصلية إلى عدم القدرة على إنتاج عمل لسنوات. قفلة الكاتب تعد مشكلة موثقة على مر التاريخ. وُصفت الحالة لأول مرة في عام 1947 من قبل المحلل النفسي إدموند برغلر.وعانى منها كتّاب محترفون مثل ف. سكوت فيتزجيرالد وجوزيف ميتشيل، ورسام الثقافة الشعبية تشارلز شولز وكاتبة الأغاني البريطانية أديل. أُجريت أبحاث بخصوص هذا الموضوع في أواخر السبعينيات والثمانينات، وخلال هذا الوقت، تأثر الباحثون بالعملية وحركات ما بعد العملية، وبالتالي ركزوا على وجه التحديد على عمليات الكاتب.

## الأسباب
قفلة الكاتب قد يكون لها عدة أسباب، بعضها قد تكون مشاكل إبداعية تنشأ داخل عمل المؤلف نفسه. قد ينفد  الإلهام من كاتب أو قد يتشتت ذهنه بسبب أحداث أخرى. وهناك أمثلة خيالية على ذلك يمكن العثور عليها في رواية جورج أورويل، دع الدريقة تطير، حيث أن الشخصية الرئيسية، غوردون كومستوك، يناضل عبثاً لإكمال القصيدة الملحمية التي يصف فيها يوم واحد في لندن: "كانت كبيرة جداً بالنسبة له، وذلك كان الحقيقة. إنها لم تحرز تقدماً، وهي ببساطة تنهار في سلسلة من الشظايا."

## متلازمة الصفحة الفارغة
متلازمة الصفحة الفارغة تشبه قفلة الكاتب، ولكن ليس مصطلحا في علم نفس. ويمكن أن يحدث للكاتب في أي نقطة في الوقت بغض النظر عن النجاح الوظيفي. هذه المتلازمة يمكن أن تكون شاقة إلى الكتاب وغالباً ما تؤدي إلى فترة طويلة من الوقت حيث لا يمكن للكاتب بأن يأتي بأي شيء جديد.

## استراتيجيات المواجهة
تشمل: تشتيت النفس من العمل الفني لفترة من الوقت، قراءة كتاب، وأن يجبر الشخص نفسه على كتابة شيئاً حتى لو كان ذلك من دون أي معنى. لتجنب متلازمة الصفحة الفارغة، من الأفضل أن يكون لدى الكاتب فكرة عندما يجلس للكتابة، وأن يتوقف عن المماطلة لأن التوتر يؤدي إلى تفاقم متلازمة الصفحة الفارغة.